# Sigma Theta Tau
Sigma Theta Tau International - Sigma (grč. storgé - ljubav , tharsos - snaga, i timé - čast) međunarodno je počasno udruženje medicinskih sestara i tehničara te druga najveća međunarodna sestrinska organizacija s približno 135,000 aktivnih članova. Prvi hrvatski ogranak - Alpha Alpha Gamma, osnovan je 2020. godine na Zdravstvenom veleučilištu u Zagrebu.

## Povijest udruženja
Današnje Sigma udruženje osnovano je 1922. godine u gradu Indiannapolis, Indiana, SAD, od strane šest medicinskih sestara Indiana University Training škole za medicinske sestre: Mary Tolle Wright (1900. – 1999.), Edith Moore Copeland (1901. – 1992.), Marie Hippensteel Lingeman (1900. – 1984.), Elizabeth Russell Belford (1902. – 1980.), Elizabeth McWilliams Miller (1901. – 1993.), Dorothy Garrigus Adams (1902. – 1969.) te Ethel Palmer Clarke (1875. – 1968.) Svrha osnivanja bila je unaprjeđenje sestrinske profesije kao znanosti, osiguravanje podrške medicinskim sestrama kroz dodjelu stipendija te prepoznavanje istaknutih članova sestrinske profesije.

## Članstvo
Članstvo u Sigmi je meritorno te se ostvaruje isključivo individualnim pozivom studentima dodiplomskog i diplomskog studija sestrinstva, koji su pokazali izvrsnost temeljem akademskog uspjeha te istaknutim profesionalcima sa zapaženim postignućima u području sestrinstva.
Profil članova Sigme:
- 61% aktivnih članova ima magisterij i/ili doktorat;
- 56% ima specijalizaciju unutar sestrinstva;
- 48% čine medicinske sestre - kliničari;
- 40% članova ima više od 15 godina radnog staža;
- 21% su administratori ili supervizori,
- 20% su nastavnici ili istraživači.

Pored engleskog, članovi tečno govore još 20 jezika, uključujući španjolski, nizozemski, finski i mnoge druge. Prijem u članstvo moguć je u kategoriji iznimnog profesionalca (eng. Nurse Leader) za već istaknute članove sestrinske profesije ili studenta koji se upisuju temeljem postignutog akademskog uspjeha koji najčešće iznosi 4.0 ili više.

## Vanjske poveznice
1. Sigma Nursing - službene mrežne stranice
2. Sigma Nursing - službena facebook stranica